# Чемпионат мира по футболу 1990
Чемпионат мира по футболу 1990 (итал. Coppa del Mondo Italia '90, англ. 1990 FIFA World Cup) — 14-й чемпионат мира по футболу, организованный ФИФА. Турнир прошёл с 8 июня по 8 июля 1990 года в Италии. В нём приняли участие 24 команды, которые сначала сыграли в групповом этапе, а затем 16 лучших команды вышли в плей-офф. Всего состоялось 52 встречи. Чемпионом стала команда ФРГ, победившая в финале сборную Аргентины со счётом 1:0.
Чемпионат мира 1990 года считается одним из самых безголевых в истории. В среднем за игру было забито 2,2 гола — рекордный минимум, который всё ещё сохраняется, а также отмечены рекордные на тот момент 16 красных карточек, включая первое в истории удаление в финале. Считается, что чемпионат мира по футболу оказал, пожалуй, наиболее продолжительное влияние на игру в целом, на нём был введён предматчевый флаг Fair Play (позже с надписью «Fair Play Please») для поощрения честной игры. Оборонительная тактика привела к введению правила обратного паса, запрещающего большинство передач вратарю, в 1992 году. Также для стимулирования более активной игры на будущих чемпионатах мира вместо двух очков за победу стали давать три.
Чемпионат мира 1990 года является одним из самых популярных событий в истории телевидения, собрав примерно 26,69 миллиарда просмотров за время проведения турнира. Это первый чемпионат, который официально транслировался в формате HDTV итальянской вещательной компанией RAI совместно с японской NHK. Огромный успех подобной модели вещания также оказал долгосрочное влияние на спорт. На тот момент это был самый просматриваемый чемпионат мира в истории среди неуникальных зрителей, пока его не превзошёл Кубок мира-1994.

## Выбор страны-организатора
Голосование по выбору хозяев турнира 1990 года состоялось 19 мая 1984 года в швейцарском Цюрихе. Италия получила 11 голосов, а СССР, единственный соперник, — 5. Таким образом Италия стала второй страной после Мексики, принимавшей два чемпионата мира по футболу. В Италии ранее проводился турнир в 1934 году, где они выиграли свой первый кубок.
Австрия, Англия, Франция, Греция, ФРГ и Югославия также подали первоначальные заявки до 31 июля 1983 года. Спустя месяц только Англия, Греция, Италия и СССР остались в борьбе после того, как все остальные претенденты отказались. Все четыре заявки были оценены ФИФА в конце 1983 года, при этом окончательное решение было перенесено на 1984 год из-за большого объёма документов. В начале 1984 года Англия и Греция также отказались от участия, что привело к соперничеству двух стран в финальном голосовании. Советский бойкот Олимпийских Игр 1984 года, объявленный накануне решения о выборе организатора чемпионата мира, предположительно послужил основным фактором победы Италии, хоть это и отрицал президент ФИФА Жоао Авеланж.

## Отборочный турнир
116 федераций заявили о своём участии в чемпионате мира. Италия автоматически квалифицировалась в качестве организаторов турнира, а Аргентина — как действующий чемпион мира. Таким образом 22 путёвки разыгрывались в континентальных отборочных турнирах. После серии отклонённых заявок и отказов на старт квалификации вышли 103 команды.
Мексика была отстранена от отбора из-за скандала на молодёжном чемпионате мира, связанного с выступлением игрока старше допустимого возраста. А Чили — из-за случая, названного Эль Мараканасо.
Впервые в финальном турнире выступили Ирландия, Коста-Рика и ОАЭ. Египет отобрался впервые с 1934 года, США — с 1950 года, Колумбия — с 1962 года, Румыния — с 1970 года. В последний раз приняли участие СССР, Чехословакия и Югославия — эти страны распались в 1991—1992 годах. Также в последний раз сборная ФРГ представляла только Западную Германию — страна объединилась спустя почти 3 месяца после окончания чемпионата.

## Участники финального турнира
АФК (2)
- Республика Корея
- ОАЭ

КАФ (2)
- Египет
- Камерун

КОНКАКАФ (2)
- Коста-Рика
- США

КОНМЕБОЛ (4)
- Аргентина
- Бразилия
- Колумбия
- Уругвай

УЕФА (14)
- Австрия
- Бельгия
- Чехословакия
- Англия
- Италия (хозяева)
- Нидерланды
- Ирландия
- Румыния
- Шотландия
- СССР
- Испания
- Швеция
- ФРГ
- Югославия

## Стадионы
Для проведения турнира были выбраны двенадцать арен в двенадцати разных городах. Стадионы Сан-Никола и Делле Альпи были построены специально к Чемпионату мира, остальные десять подверглись значительным изменениям в рамках подготовки к турниру, из-за чего многие клубы вынуждены были временно переехать на другие арены.
Матч открытия состоялся на стадионе Сан-Сиро в Милане, а финал чемпионата — на Стадио Олимпико в Риме.
| Рим                             | Милан                                                                             | Неаполь                                                                           | Турин                           |
| ------------------------------- | --------------------------------------------------------------------------------- | --------------------------------------------------------------------------------- | ------------------------------- |
| Олимпийский стадион             | Сан Сиро                                                                          | Сан-Паоло                                                                         | Делле Альпи                     |
| 41°56′01″ с. ш. 12°27′17″ в. д. | 45°28′40″ с. ш. 9°07′27″ в. д.                                                    | 40°49′40″ с. ш. 14°11′34″ в. д.                                                   | 45°06′34″ с. ш. 7°38′28″ в. д.  |
| Вместимость: 84 800             | Вместимость: 83 407                                                               | Вместимость: 83 311                                                               | Вместимость: 71 362             |
|                                 |                                                                                   |                                                                                   |                                 |
| Бари                            | Рим Милан Неаполь Турин Бари Верона Флоренция Кальяри Болонья Удине Палермо Генуя | Рим Милан Неаполь Турин Бари Верона Флоренция Кальяри Болонья Удине Палермо Генуя | Флоренция                       |
| Сан-Никола                      | Рим Милан Неаполь Турин Бари Верона Флоренция Кальяри Болонья Удине Палермо Генуя | Рим Милан Неаполь Турин Бари Верона Флоренция Кальяри Болонья Удине Палермо Генуя | Стадио Комунале                 |
| 41°05′05″ с. ш. 16°50′24″ в. д. | Рим Милан Неаполь Турин Бари Верона Флоренция Кальяри Болонья Удине Палермо Генуя | Рим Милан Неаполь Турин Бари Верона Флоренция Кальяри Болонья Удине Палермо Генуя | 43°46′50″ с. ш. 11°16′56″ в. д. |
| Вместимость: 58 270             | Рим Милан Неаполь Турин Бари Верона Флоренция Кальяри Болонья Удине Палермо Генуя | Рим Милан Неаполь Турин Бари Верона Флоренция Кальяри Болонья Удине Палермо Генуя | Вместимость: 49 000             |
|                                 | Рим Милан Неаполь Турин Бари Верона Флоренция Кальяри Болонья Удине Палермо Генуя | Рим Милан Неаполь Турин Бари Верона Флоренция Кальяри Болонья Удине Палермо Генуя |                                 |
| Генуя                           | Рим Милан Неаполь Турин Бари Верона Флоренция Кальяри Болонья Удине Палермо Генуя | Рим Милан Неаполь Турин Бари Верона Флоренция Кальяри Болонья Удине Палермо Генуя | Кальяри                         |
| Луиджи Феррарис                 | Рим Милан Неаполь Турин Бари Верона Флоренция Кальяри Болонья Удине Палермо Генуя | Рим Милан Неаполь Турин Бари Верона Флоренция Кальяри Болонья Удине Палермо Генуя | Сант-Элия                       |
| 44°24′59″ с. ш. 8°57′08″ в. д.  | Рим Милан Неаполь Турин Бари Верона Флоренция Кальяри Болонья Удине Палермо Генуя | Рим Милан Неаполь Турин Бари Верона Флоренция Кальяри Болонья Удине Палермо Генуя | 39°11′57″ с. ш. 9°08′05″ в. д.  |
| Вместимость: 44 800             | Рим Милан Неаполь Турин Бари Верона Флоренция Кальяри Болонья Удине Палермо Генуя | Рим Милан Неаполь Турин Бари Верона Флоренция Кальяри Болонья Удине Палермо Генуя | Вместимость: 44 200             |
|                                 | Рим Милан Неаполь Турин Бари Верона Флоренция Кальяри Болонья Удине Палермо Генуя | Рим Милан Неаполь Турин Бари Верона Флоренция Кальяри Болонья Удине Палермо Генуя |                                 |
| Верона                          | Удине                                                                             | Болонья                                                                           | Палермо                         |
| Маркантонио Бентегоди           | Фриули                                                                            | Ренато Даль Ара                                                                   | Ла Фаворита                     |
| 45°26′07″ с. ш. 10°58′07″ в. д. | 46°04′53″ с. ш. 13°12′00″ в. д.                                                   | 44°29′32″ с. ш. 11°18′34″ в. д.                                                   | 38°09′09″ с. ш. 13°20′32″ в. д. |
| Вместимость: 43 216             | Вместимость: 42 311                                                               | Вместимость: 41 200                                                               | Вместимость: 40 632             |
|                                 |                                                                                   |                                                                                   |                                 |

## Судьи
34 судьи были назначены на роль главного судьи во время матчей чемпионата мира. Последний раз судьи носили традиционную чёрную форму. За исключением двух матчей Группы C, в которых шотландцы играли в тёмно-синих футболках. Тогда судьи надевали красную форму.
АФК
- Джамаль Аш-Шариф
- Сидзуо Такада

КАФ
- Мохамед Хансаль
- Неджи Джуини
- Жан-Фидель Дирамба

ОФК
- Ричард Лоренц

КОНКАКАФ
- Эдгардо Кодесаль
- Винсент Мауро
- Берни Уллоа Морера

КОНМЕБОЛ
- Хуан Даниэль Кардельино
- Элиас Хакоме
- Хуан Карлос Лустау
- Карлос Масиель
- Эрнан Сильва
- Жозе Роберто Райт

УЕФА
- Луиджи Аньолин
- Эмилио Сориано Аладрен
- Джордж Кортни
- Эрик Фредрикссон
- Зигфрид Киршен
- Хельмут Коль
- Туллио Ланезе
- Михал Листкевич
- Петер Миккельсен
- Зоран Петрович
- Жоэль Кинью
- Курт Рётлисбергер
- Арон Шмидхубер
- Карлуш Силва Валенте
- Джордж Смит
- Алан Снодди
- Алексей Спирин
- Марсель ван Лангенхув
- Мишель Вотро

## Официальный мяч
Компания Adidas по традиции выпустила официальный мяч чемпионата мира, получивший название Adidas Etrusco Único. Имя и дизайн были вдохновлены итальянской историей и искусством этрусков. Каждую из 20 вершин украшают три этрусские львиные головы. Впервые мяч имел внутренний слой из пенополиуретана чёрного цвета.

## Турнир
Формат соревнования остался тот же, что и в 1986 году: 24 команды квалифицируются, поделённые на 6 групп, по 4 команды в каждой. В стадию плей-офф выходят 16 команд: 6 победителей групп, 6 команд, занявших второе место, и 4 лучшие команды, занявшие третье место. Три страны впервые вышли в финальную часть: Коста-Рика, Ирландия и Объединённые Арабские Эмираты.

## Групповой этап
За победу присуждалось 2 очка, за ничью — 1, за поражение — 0.

### Группа A
| Поз | Команда      | И | В | Н | П | МЗ | МП | РМ | О | Квалификация     |
| --- | ------------ | - | - | - | - | -- | -- | -- | - | ---------------- |
| 1   | Италия (Х)   | 3 | 3 | 0 | 0 | 4  | 0  | +4 | 6 | Выход в плей-офф |
| 2   | Чехословакия | 3 | 2 | 0 | 1 | 6  | 3  | +3 | 4 | Выход в плей-офф |
| 3   | Австрия      | 3 | 1 | 0 | 2 | 2  | 3  | −1 | 2 |                  |
| 4   | США          | 3 | 0 | 0 | 3 | 2  | 8  | −6 | 0 |                  |

| Италия       | 1:0     | Австрия |
| ------------ | ------- | ------- |
| Скиллачи 78′ | (отчёт) |         |

| США           | 1:5     | Чехословакия                                                                                           |
| ------------- | ------- | --- |
| Калиджури 60′ | (отчёт) | - Скухравы 26′ 78′ - Билек 40′ (пен.) - Гашек 50′ - Луговый 90+3′ На 82 минуте Билек не забил пенальти |

| Италия                                                               | 1:0     | США |
| -------------------------------------------------------------------- | ------- | --- |
| Джаннини 11′ · На 32 минуте Виалли не реализовал пенальти (вратарь). | (отчёт) |     |

| Австрия | 0:1     | Чехословакия     |
| ------- | ------- | ---------------- |
|         | (отчёт) | Билек 31′ (пен.) |

| Италия                    | 2:0     | Чехословакия |
| ------------------------- | ------- | ------------ |
| - Скиллачи 9′ - Баджо 78′ | (отчёт) |              |

| Австрия                  | 2:1     | США        |
| ------------------------ | ------- | ---------- |
| - Огрис 49′ - Родакс 63′ | (отчёт) | Мюррей 83′ |

### Группа B
| Поз | Команда   | И | В | Н | П | МЗ | МП | РМ | О | Квалификация     |
| --- | --------- | - | - | - | - | -- | -- | -- | - | ---------------- |
| 1   | Камерун   | 3 | 2 | 0 | 1 | 3  | 5  | −2 | 4 | Выход в плей-офф |
| 2   | Румыния   | 3 | 1 | 1 | 1 | 4  | 3  | +1 | 3 | Выход в плей-офф |
| 3   | Аргентина | 3 | 1 | 1 | 1 | 3  | 2  | +1 | 3 | Выход в плей-офф |
| 4   | СССР      | 3 | 1 | 0 | 2 | 4  | 4  | 0  | 2 |                  |

| Аргентина | 0:1     | Камерун        |
| --------- | ------- | -------------- |
|           | (отчёт) | Омам-Бийик 67′ |

| СССР | 0:2     | Румыния                |
| ---- | ------- | ---------------------- |
|      | (отчёт) | Лэкэтуш 41′ 55′ (пен.) |

| Аргентина                    | 2:0     | СССР |
| ---------------------------- | ------- | ---- |
| - Трольо 27′ - Бурручага 79′ | (отчёт) |      |

| Камерун       | 2:1     | Румыния    |
| ------------- | ------- | ---------- |
| Милла 76′ 86′ | (отчёт) | Балинт 88′ |

| Аргентина  | 1:1     | Румыния    |
| ---------- | ------- | ---------- |
| Монсон 62′ | (отчёт) | Балинт 68′ |

| Камерун | 0:4     | СССР                                                               |
| ------- | ------- | ------------------------------------------------------------------ |
|         | (отчёт) | - Протасов 20′ - Зыгмантович 29′ - Заваров 52′ - Добровольский 63′ |

### Группа C
| Поз | Команда    | И | В | Н | П | МЗ | МП | РМ | О | Квалификация     |
| --- | ---------- | - | - | - | - | -- | -- | -- | - | ---------------- |
| 1   | Бразилия   | 3 | 3 | 0 | 0 | 4  | 1  | +3 | 6 | Выход в плей-офф |
| 2   | Коста-Рика | 3 | 2 | 0 | 1 | 3  | 2  | +1 | 4 | Выход в плей-офф |
| 3   | Шотландия  | 3 | 1 | 0 | 2 | 2  | 3  | −1 | 2 |                  |
| 4   | Швеция     | 3 | 0 | 0 | 3 | 3  | 6  | −3 | 0 |                  |

| Бразилия       | 2:1     | Швеция     |
| -------------- | ------- | ---------- |
| Карека 40′ 63′ | (отчёт) | Бролин 79′ |

| Коста-Рика  | 1:0     | Шотландия |
| ----------- | ------- | --------- |
| Кайяссо 49′ | (отчёт) |           |

| Бразилия   | 1:0     | Коста-Рика |
| ---------- | ------- | ---------- |
| Мюллер 33′ | (отчёт) |            |

| Швеция        | 1:2     | Шотландия                           |
| ------------- | ------- | ----------------------------------- |
| Стрёмберг 86′ | (отчёт) | - Макколл 11′ - Джонстон 81′ (пен.) |

| Бразилия   | 1:0     | Шотландия |
| ---------- | ------- | --------- |
| Мюллер 81′ | (отчёт) |           |

| Швеция      | 1:2     | Коста-Рика                 |
| ----------- | ------- | -------------------------- |
| Экстрём 32′ | (отчёт) | - Флорес 75′ - Медфорд 87′ |

### Группа D
| Поз | Команда   | И | В | Н | П | МЗ | МП | РМ | О | Квалификация     |
| --- | --------- | - | - | - | - | -- | -- | -- | - | ---------------- |
| 1   | ФРГ       | 3 | 2 | 1 | 0 | 10 | 3  | +7 | 5 | Выход в плей-офф |
| 2   | Югославия | 3 | 2 | 0 | 1 | 6  | 5  | +1 | 4 | Выход в плей-офф |
| 3   | Колумбия  | 3 | 1 | 1 | 1 | 3  | 2  | +1 | 3 | Выход в плей-офф |
| 4   | ОАЭ       | 3 | 0 | 0 | 3 | 2  | 11 | −9 | 0 |                  |

| ОАЭ | 0:2     | Колумбия                      |
| --- | ------- | ----------------------------- |
|     | (отчёт) | - Редин 50′ - Вальдеррама 85′ |

| ФРГ                                           | 4:1     | Югославия |
| --------------------------------------------- | ------- | --------- |
| - Маттеус 28′ 64′ - Клинсман 39′ - Фёллер 70′ | (отчёт) | Йозич 55′ |

| Югославия | 1:0     | Колумбия |
| --------- | ------- | -------- |
| Йозич 75′ | (отчёт) |          |

| ФРГ                                                      | 5:1     | ОАЭ              |
| -------------------------------------------------------- | ------- | ---------------- |
| - Фёллер 35′ 75′ - Клинсман 37′ - Маттеус 47′ - Байн 58′ | (отчёт) | Халид Исмаил 46′ |

| ФРГ            | 1:1     | Колумбия     |
| -------------- | ------- | ------------ |
| Литтбарски 88′ | (отчёт) | Ринкон 90+3′ |

| Югославия                                     | 4:1     | ОАЭ          |
| --------------------------------------------- | ------- | ------------ |
| - Сушич 5′ - Панчев 9′ 46′ - Просинечки 90+3′ | (отчёт) | Али Тани 22′ |

### Группа E
| Поз | Команда          | И | В | Н | П | МЗ | МП | РМ | О | Квалификация     |
| --- | ---------------- | - | - | - | - | -- | -- | -- | - | ---------------- |
| 1   | Испания          | 3 | 2 | 1 | 0 | 5  | 2  | +3 | 5 | Выход в плей-офф |
| 2   | Бельгия          | 3 | 2 | 0 | 1 | 6  | 3  | +3 | 4 | Выход в плей-офф |
| 3   | Уругвай          | 3 | 1 | 1 | 1 | 2  | 3  | −1 | 3 | Выход в плей-офф |
| 4   | Республика Корея | 3 | 0 | 0 | 3 | 1  | 6  | −5 | 0 |                  |

| Бельгия                  | 2:0     | Республика Корея |
| ------------------------ | ------- | ---------------- |
| - Дегриз 53′ - Вольф 64′ | (отчёт) |                  |

| Уругвай | 0:0     | Испания |
| ------- | ------- | ------- |
|         | (отчёт) |         |

| Бельгия                                   | 3:1     | Уругвай       |
| ----------------------------------------- | ------- | ------------- |
| - Клейстерс 15′ - Шифо 24′ - Кулеманс 47′ | (отчёт) | Бенгоэчеа 73′ |

| Республика Корея | 1:3     | Испания           |
| ---------------- | ------- | ----------------- |
| Хванбо Гван 43′  | (отчёт) | Мичел 23′ 61′ 81′ |

| Бельгия     | 1:2     | Испания                         |
| ----------- | ------- | ------------------------------- |
| Верворт 29′ | (отчёт) | - Мичел 26′ (пен.) - Горрис 38′ |

| Республика Корея | 0:1     | Уругвай       |
| ---------------- | ------- | ------------- |
|                  | (отчёт) | Фонсека 90+1′ |

### Группа F
| Поз | Команда    | И | В | Н | П | МЗ | МП | РМ | О | Квалификация     |
| --- | ---------- | - | - | - | - | -- | -- | -- | - | ---------------- |
| 1   | Англия     | 3 | 1 | 2 | 0 | 2  | 1  | +1 | 4 | Выход в плей-офф |
| 2   | Ирландия   | 3 | 0 | 3 | 0 | 2  | 2  | 0  | 3 | Выход в плей-офф |
| 3   | Нидерланды | 3 | 0 | 3 | 0 | 2  | 2  | 0  | 3 | Выход в плей-офф |
| 4   | Египет     | 3 | 0 | 2 | 1 | 1  | 2  | −1 | 2 |                  |

1. 1 2  Ирландия и Нидерланды завершили группу с равными показателями. Обе команды вышли в плей-офф, но их финальные места в группе были определены при помощи жребия.

| Англия     | 1:1     | Ирландия |
| ---------- | ------- | -------- |
| Линекер 9′ | (отчёт) | Шиди 73′ |

| Нидерланды | 1:1     | Египет                |
| ---------- | ------- | --------------------- |
| Кифт 58′   | (отчёт) | Абдельгани 83′ (пен.) |

| Англия | 0:0     | Нидерланды |
| ------ | ------- | ---------- |
|        | (отчёт) |            |

| Ирландия | 0:0     | Египет |
| -------- | ------- | ------ |
|          | (отчёт) |        |

| Англия   | 1:0     | Египет |
| -------- | ------- | ------ |
| Райт 58′ | (отчёт) |        |

| Ирландия  | 1:1     | Нидерланды |
| --------- | ------- | ---------- |
| Куинн 71′ | (отчёт) | Гуллит 11′ |

### Рейтинг команд, занявших третье место
| Поз | Гр. | Команда    | И | В | Н | П | МЗ | МП | РМ | О | Квалификация     |
| --- | --- | ---------- | - | - | - | - | -- | -- | -- | - | ---------------- |
| 1   | B   | Аргентина  | 3 | 1 | 1 | 1 | 3  | 2  | +1 | 3 | Выход в плей-офф |
| 2   | D   | Колумбия   | 3 | 1 | 1 | 1 | 3  | 2  | +1 | 3 | Выход в плей-офф |
| 3   | F   | Нидерланды | 3 | 0 | 3 | 0 | 2  | 2  | 0  | 3 | Выход в плей-офф |
| 4   | E   | Уругвай    | 3 | 1 | 1 | 1 | 2  | 3  | −1 | 3 | Выход в плей-офф |
| 5   | A   | Австрия    | 3 | 1 | 0 | 2 | 2  | 3  | −1 | 2 |                  |
| 6   | C   | Шотландия  | 3 | 1 | 0 | 2 | 2  | 3  | −1 | 2 |                  |

## Плей-офф
Согласно регламенту, если в стадии плей-офф основное время завершалось вничью, назначалось дополнительное время (два тайма по 15 минут). Если и после этого победителя выявить не удалось, проводились послематчевые пенальти.

### Сетка турнира
|  | 1/8 финала           | 1/8 финала        |                     |       | Четвертьфиналы       | Четвертьфиналы       |               |               | Полуфиналы | Полуфиналы |  |  | Финал | Финал |
|  |                      |                   |                     |       |                      |                      |               |               |            |            |  |  |       |       |
|  | 24 июня — Турин      |                   |                     |       |                      |                      |               |               |            |            |  |  |       |       |
|  |                      |                   |                     |       |                      |                      |               |               |            |            |  |  |       |       |
|  | Бразилия             | 0                 |                     |       |                      |                      |               |               |            |            |  |  |       |       |
|  | Бразилия             | 0                 | 30 июня — Флоренция |       |                      |                      |               |               |            |            |  |  |       |       |
|  | Аргентина            | 1                 |                     |       |                      |                      |               |               |            |            |  |  |       |       |
|  | Аргентина            | 1                 | Аргентина (пен.)    | 0 (3) |                      |                      |               |               |            |            |  |  |       |       |
|  | 26 июня — Верона     |                   | Аргентина (пен.)    | 0 (3) |                      |                      |               |               |            |            |  |  |       |       |
|  |                      | Югославия         | 0 (2)               |       |                      |                      |               |               |            |            |  |  |       |       |
|  | Испания              | Югославия         | 0 (2)               | 1     |                      |                      |               |               |            |            |  |  |       |       |
|  | Испания              |                   | 3 июля — Неаполь    | 1     |                      |                      |               |               |            |            |  |  |       |       |
|  | Югославия (доп. вр.) | 2                 |                     |       |                      |                      |               |               |            |            |  |  |       |       |
|  | Югославия (доп. вр.) | 2                 | Аргентина (пен.)    | 1 (4) |                      |                      |               |               |            |            |  |  |       |       |
|  | 25 июня — Генуя      |                   | Аргентина (пен.)    | 1 (4) |                      |                      |               |               |            |            |  |  |       |       |
|  |                      | Италия            | 1 (3)               |       |                      |                      |               |               |            |            |  |  |       |       |
|  | Ирландия (пен.)      | Италия            | 1 (3)               | 0 (5) |                      |                      |               |               |            |            |  |  |       |       |
|  | Ирландия (пен.)      | 30 июня — Рим     |                     | 0 (5) |                      |                      |               |               |            |            |  |  |       |       |
|  | Румыния              | 0 (4)             |                     |       |                      |                      |               |               |            |            |  |  |       |       |
|  | Румыния              | 0 (4)             | Ирландия            | 0     |                      |                      |               |               |            |            |  |  |       |       |
|  | 25 июня — Рим        |                   | Ирландия            | 0     |                      |                      |               |               |            |            |  |  |       |       |
|  |                      | Италия            | 1                   |       |                      |                      |               |               |            |            |  |  |       |       |
|  | Италия               | Италия            | 1                   | 2     |                      |                      |               |               |            |            |  |  |       |       |
|  | Италия               |                   | 8 июля — Рим        | 2     |                      |                      |               |               |            |            |  |  |       |       |
|  | Уругвай              | 0                 |                     |       |                      |                      |               |               |            |            |  |  |       |       |
|  | Уругвай              | 0                 | Аргентина           | 0     |                      |                      |               |               |            |            |  |  |       |       |
|  | 23 июня — Бари       |                   | Аргентина           | 0     |                      |                      |               |               |            |            |  |  |       |       |
|  |                      | ФРГ               | 1                   |       |                      |                      |               |               |            |            |  |  |       |       |
|  | Чехословакия         | ФРГ               | 1                   | 4     |                      |                      |               |               |            |            |  |  |       |       |
|  | Чехословакия         | 1 июля — Милан    |                     | 4     |                      |                      |               |               |            |            |  |  |       |       |
|  | Коста-Рика           | 1                 |                     |       |                      |                      |               |               |            |            |  |  |       |       |
|  | Коста-Рика           | 1                 | Чехословакия        | 0     |                      |                      |               |               |            |            |  |  |       |       |
|  | 24 июня — Милан      |                   | Чехословакия        | 0     |                      |                      |               |               |            |            |  |  |       |       |
|  |                      | ФРГ               | 1                   |       |                      |                      |               |               |            |            |  |  |       |       |
|  | ФРГ                  | ФРГ               | 1                   | 2     |                      |                      |               |               |            |            |  |  |       |       |
|  | ФРГ                  |                   | 4 июля — Турин      | 2     |                      |                      |               |               |            |            |  |  |       |       |
|  | Нидерланды           | 1                 |                     |       |                      |                      |               |               |            |            |  |  |       |       |
|  | Нидерланды           | 1                 | ФРГ (пен.)          | 1 (4) |                      |                      |               |               |            |            |  |  |       |       |
|  | 23 июня — Неаполь    |                   | ФРГ (пен.)          | 1 (4) |                      |                      |               |               |            |            |  |  |       |       |
|  |                      | Англия            | 1 (3)               |       | Матч за третье место | Матч за третье место |               |               |            |            |  |  |       |       |
|  | Камерун (доп. вр.)   | Англия            | 1 (3)               | 2     | Матч за третье место | Матч за третье место |               |               |            |            |  |  |       |       |
|  | Камерун (доп. вр.)   | 1 июля — Неаполь  | 1 июля — Неаполь    | 2     |                      |                      | 7 июля — Бари | 7 июля — Бари |            |            |  |  |       |       |
|  | Колумбия             | 1 июля — Неаполь  | 1 июля — Неаполь    | 1     |                      |                      | 7 июля — Бари | 7 июля — Бари |            |            |  |  |       |       |
|  | Колумбия             | Камерун           | 2                   | 1     | Италия               | 2                    |               |               |            |            |  |  |       |       |
|  | 26 июня — Болонья    | Камерун           | 2                   |       | Италия               | 2                    |               |               |            |            |  |  |       |       |
|  |                      | Англия (доп. вр.) | 3                   |       | Англия               | 1                    |               |               |            |            |  |  |       |       |
|  | Англия (доп. вр.)    | Англия (доп. вр.) | 3                   | 1     | Англия               | 1                    |               |               |            |            |  |  |       |       |
|  | Англия (доп. вр.)    |                   |                     | 1     |                      |                      |               |               |            |            |  |  |       |       |
|  | Бельгия              | 0                 |                     |       |                      |                      |               |               |            |            |  |  |       |       |
|  | Бельгия              | 0                 |                     |       |                      |                      |               |               |            |            |  |  |       |       |

### 1/8 финала
| Камерун         | 2:1 (доп. вр.) | Колумбия   |
| --------------- | -------------- | ---------- |
| Милла 106′ 108′ | (отчёт)        | Редин 115′ |

| Чехословакия                       | 4:1     | Коста-Рика   |
| ---------------------------------- | ------- | ------------ |
| - Скухравы 12′ 63′ 82′ - Кубик 76′ | (отчёт) | Гонсалес 55′ |

| Бразилия | 0:1     | Аргентина   |
| -------- | ------- | ----------- |
|          | (отчёт) | Каниджа 81′ |

| ФРГ                        | 2:1     | Нидерланды          |
| -------------------------- | ------- | ------------------- |
| - Клинсман 51′ - Бреме 85′ | (отчёт) | Р. Куман 89′ (пен.) |

| Ирландия                                        | 0:0 (доп. вр.) | Румыния                                      |
| ----------------------------------------------- | -------------- | -------------------------------------------- |
|                                                 | (отчёт)        |                                              |
| Пенальти                                        |                |                                              |
| - Шиди - Хаутон - Таунсенд - Каскарино - О’Лири | 5:4            | - Хаджи - Лупу - Ротариу - Лупеску - Тимофте |

| Италия                      | 2:0     | Уругвай |
| --------------------------- | ------- | ------- |
| - Скиллачи 65′ - Серена 83′ | (отчёт) |         |

| Испания     | 1:2 (доп. вр.) | Югославия         |
| ----------- | -------------- | ----------------- |
| Салинас 84′ | (отчёт)        | Стойкович 78′ 93′ |

| Англия     | 1:0 (доп. вр.) | Бельгия |
| ---------- | -------------- | ------- |
| Платт 119′ | (отчёт)        |         |

### Четвертьфиналы
| Югославия                                                   | 0:0 (доп. вр.) | Аргентина                                              |
| ----------------------------------------------------------- | -------------- | ------------------------------------------------------ |
|                                                             | (отчёт)        |                                                        |
| Пенальти                                                    |                |                                                        |
| - Стойкович - Просинечки - Савичевич - Брнович - Хаджибегич | 2:3            | - Серрисуэла - Бурручага - Марадона - Трольо - Десотти |

| Италия       | 1:0     | Ирландия |
| ------------ | ------- | -------- |
| Скиллачи 38′ | (отчёт) |          |

| ФРГ                | 1:0     | Чехословакия |
| ------------------ | ------- | ------------ |
| Маттеус 25′ (пен.) | (отчёт) |              |

| Англия                                       | 3:2 (доп. вр.) | Камерун                        |
| -------------------------------------------- | -------------- | ------------------------------ |
| - Платт 25′ - Линекер 83′ (пен.) 105′ (пен.) | (отчёт)        | - Кюнде 61′ (пен.) - Экеке 65′ |

### Полуфиналы
| Италия                                             | 1:1 (доп. вр.) | Аргентина                                          |
| -------------------------------------------------- | -------------- | -------------------------------------------------- |
| Скиллачи 17′                                       | (отчёт)        | Каниджа 67′                                        |
| Пенальти                                           |                |                                                    |
| - Барези - Баджо - Де Агостини - Донадони - Серена | 3:4            | - Серрисуэла - Бурручага - Олартикоэчеа - Марадона |

| ФРГ                             | 1:1 (доп. вр.) | Англия                                     |
| ------------------------------- | -------------- | ------------------------------------------ |
| Бреме 60′                       | (отчёт)        | Линекер 80′                                |
| Пенальти                        |                |                                            |
| - Бреме - Маттеус - Ридле - Тон | 4:3            | - Линекер - Бирдсли - Платт - Пирс - Уоддл |

### Матч за третье место
| Италия                            | 2:1     | Англия    |
| --------------------------------- | ------- | --------- |
| - Баджо 71′ - Скиллачи 86′ (пен.) | (отчёт) | Платт 81′ |

### Финал
| ФРГ              | 1:0     | Аргентина |
| ---------------- | ------- | --------- |
| Бреме 85′ (пен.) | (отчёт) |           |

| Чемпион мира по футболу 1990 |
| ФРГ Третий титул             |

## Награды
- Золотая бутса —  Сальваторе Скиллачи
- Золотой мяч —  Сальваторе Скиллачи
- Приз честной игры —  Англия

### Символическая сборная
- Вратарь
  -  Серхио Гойкочеа
- Защитники
  -  Андреас Бреме
  -  Жюль Онана
  -  Франко Барези
- Полузащитники
  -  Диего Марадона
  -  Лотар Маттеус
  -  Роберто Донадони
  -  Пол Гаскойн
- Нападающие
  -  Сальваторе Скиллачи
  -  Роже Милла
  -  Томаш Скухравы

## Список бомбардиров
6 голов
- Сальваторе Скиллачи

5 голов
- Томаш Скухравы

4 гола

| - Гари Линекер - Лотар Маттеус | - Мичел | - Роже Милла |

3 гола

| - Дэвид Платт - Андреас Бреме | - Юрген Клинсманн | - Руди Фёллер |

2 гола

| - Клаудио Каниджа - Карека - Мюллер - Роберто Баджо | - Бернардо Редин - Гаврил Балинт - Мариус Лэкэтуш - Михал Билек | - Давор Йозич - Дарко Панчев - Драган Стойкович |

1 гол

| - Андреас Огрис - Герхард Родакс - Марк Райт - Хорхе Бурручага - Педро Монсон - Педро Трольо - Патрик Верворт - Мишель Де Вольф - Марк Дегриз - Лей Клейстерс - Ян Кулеманс - Энцо Шифо - Уве Байн - Пьер Литтбарски - Рууд Гуллит - Вим Кифт - Рональд Куман - Магди Абдельгани | - Иван Гашек - Любош Кубик - Милан Луговый - Нил Куинн - Кевин Шиди - Альберто Горрис - Хулио Салинас - Джузеппе Джаннини - Альдо Серена - Эмманюэль Кюнде - Франсуа Омам-Бийик - Эжен Экеке - Карлос Вальдеррама - Фредди Ринкон - Хванбо Гван - Рональд Гонсалес - Хуан Арнольдо Каяссо - Эрнан Медфорд | - Роджер Флорес - Али Тани Джумаа - Халид Исмаил Мубарак - Игорь Добровольский - Александр Заваров - Андрей Зыгмантович - Олег Протасов - Пол Калиджури - Брюс Мюррей - Пабло Бенгоэчеа - Даниэль Фонсека - Мо Джонстон - Стюарт Макколл - Томас Бролин - Гленн Стрёмберг - Йонни Экстрём - Роберт Просинечки - Сафет Сушич |